# 황진형
황진형(黃鎭亨, 1989년 2월 6일 ~ )은 대한민국의 바둑 기사이다.

## 약력
대전 지역 연구생 출신으로 7세 때 바둑을 처음 배웠다. 안관욱 사범에게 바둑 지도를 받았다. 2008년 제13기 삼성화재배 아마오픈에서 준우승을 차지한 후 2008년 제9회 지역연구생입단대회를 통해 입단했다. 2011년 제3회 BC카드배 월드 바둑 챔피언십 통합예선을 통과하여 본선 64강에 진출했지만 박정환에게 져서 탇락했다. 2012년 2단으로 승단했고, 2015년 3단을 거쳐 2022년에 5단으로 승단했다.